# Janvier Mbarga
Pour les articles homonymes, voir Mbarga.
Pour les articles homonymes, voir Janvier (homonymie).
Janvier Mbarga, né le 27 septembre 1985, est un footballeur camerounais. Il évolue au poste de gardien de but.

## Carrière
Il est sélectionné dans la liste d'Otto Pfister pour disputer la CAN 2008 en tant que troisième gardien de l'équipe du Cameroun. Il est alors l’unique amateur faisant partie des 28 joueurs présélectionnés pour la compétition au Ghana.

## Clubs
- 2007-2009 : Canon Yaoundé ( Cameroun)
- 2009-2010 : Cotonsport Garoua ( Cameroun)
- 2010-2011 : Union Douala ( Cameroun)

## Palmarès
- Finaliste de la Coupe d'Afrique des nations 2008 avec l'équipe du Cameroun.